# Freycenet-la-Cuche
Freycenet-la-Cuche est une commune française située dans le département de la Haute-Loire en région Auvergne-Rhône-Alpes.

## Géographie

### Localisation
La commune de Freycenet-la-Cuche se trouve dans le département de la Haute-Loire, en région Auvergne-Rhône-Alpes.
Elle se situe à 31 km par la route du Puy-en-Velay, préfecture du département, et à 42 km du Chambon-sur-Lignon, bureau centralisateur du canton du Mézenc dont dépend la commune depuis 2015 pour les élections départementales.
Les communes les plus proches sont :
Présailles (4,8 km), Les Estables (5,4 km), Freycenet-la-Tour (5,4 km), Le Béage (5,6 km), Moudeyres (6,8 km), Issarlès (7,2 km), Alleyrac (8,0 km), Le Lac-d'Issarlès (8,5 km).
| Le Monastier-sur-Gazeille | Freycenet-la-Tour  |                  |
| Présailles                | Freycenet-la-Cuche | Les Estables     |
| Issarlès Ardèche          |                    | Le Béage Ardèche |

### Climat
Pour des articles plus généraux, voir Climat d'Auvergne-Rhône-Alpes et Climat de la Haute-Loire.
En 2010, le climat de la commune est de type climat de montagne, selon une étude du Centre national de la recherche scientifique s'appuyant sur une série de données couvrant la période 1971-2000. En 2020, Météo-France publie une typologie des climats de la France métropolitaine dans laquelle la commune est exposée à un climat de montagne ou de marges de montagne et est dans la région climatique Sud-est du Massif Central, caractérisée par une pluviométrie annuelle de 1 000 à 1 500 mm, minimale en été, maximale en automne.
Pour la période 1971-2000, la température annuelle moyenne est de 6,7 °C, avec une amplitude thermique annuelle de 15,6 °C. Le cumul annuel moyen de précipitations est de 1 190 mm, avec 10,5 jours de précipitations en janvier et 6,8 jours en juillet. Pour la période 1991-2020, la température moyenne annuelle observée sur la station météorologique de Météo-France la plus proche, « Les Estables_sapc », sur la commune des Estables à 5 km à vol d'oiseau, est de 6,9 °C et le cumul annuel moyen de précipitations est de 1 226,7 mm,. Pour l'avenir, les paramètres climatiques de la commune estimés pour 2050 selon différents scénarios d'émission de gaz à effet de serre sont consultables sur un site dédié publié par Météo-France en novembre 2022.

## Urbanisme

### Typologie
Au 1er janvier 2024, Freycenet-la-Cuche est catégorisée commune rurale à habitat très dispersé, selon la nouvelle grille communale de densité à sept niveaux définie par l'Insee en 2022.
Elle est située hors unité urbaine et hors attraction des villes,.

### Occupation des sols
L'occupation des sols de la commune, telle qu'elle ressort de la base de données européenne d’occupation biophysique des sols Corine Land Cover (CLC), est marquée par l'importance des territoires agricoles (76,4 % en 2018), en augmentation par rapport à 1990 (59,8 %). La répartition détaillée en 2018 est la suivante :
prairies (76,4 %), forêts (22,3 %), milieux à végétation arbustive et/ou herbacée (1,3 %). L'évolution de l’occupation des sols de la commune et de ses infrastructures peut être observée sur les différentes représentations cartographiques du territoire : la carte de Cassini (XVIIIe siècle), la carte d'état-major (1820-1866) et les cartes ou photos aériennes de l'IGN pour la période actuelle (1950 à aujourd'hui).

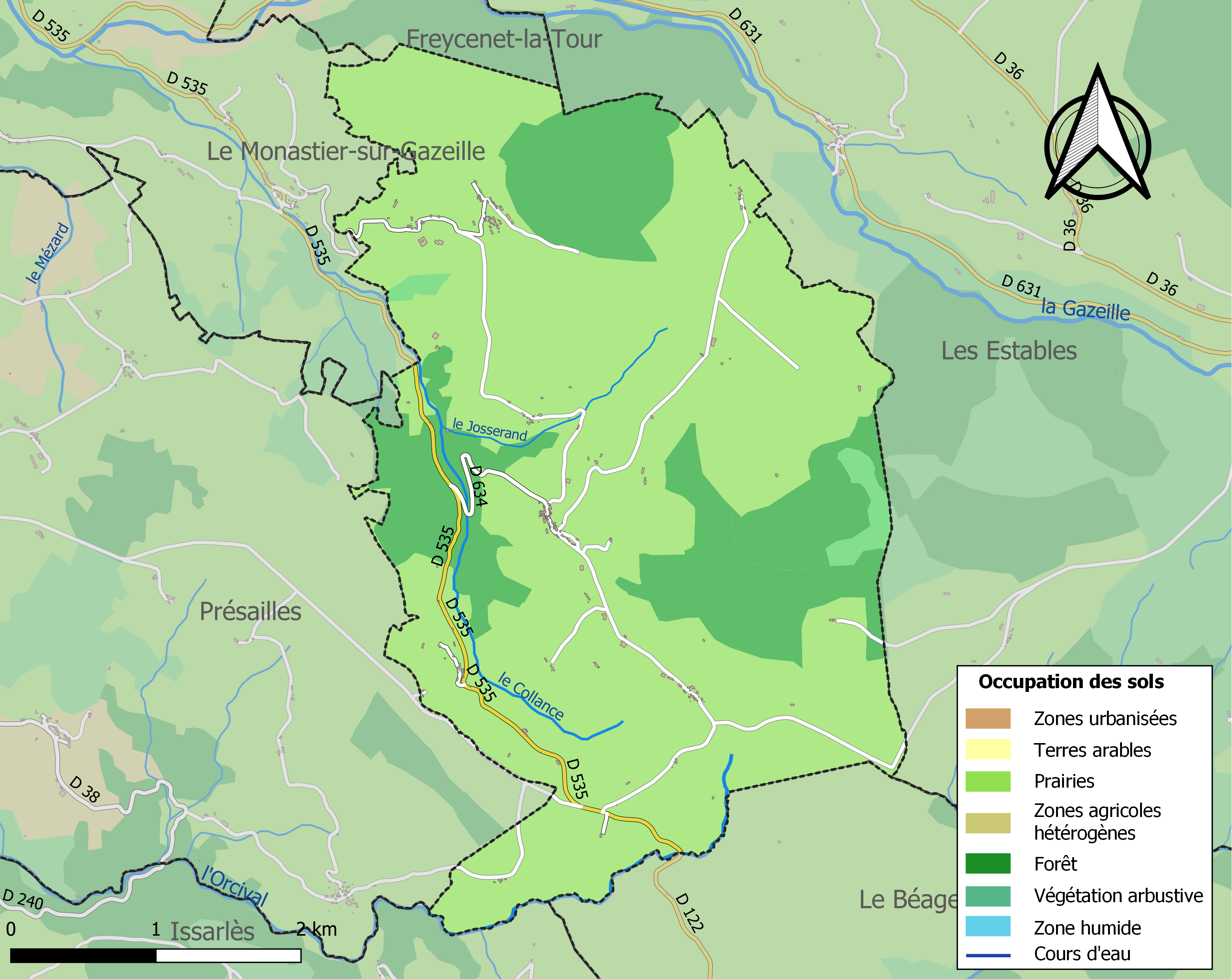
Carte des infrastructures et de l'occupation des sols de la commune en 2018 (CLC).

### Habitat et logement
En 2018, le nombre total de logements dans la commune était de 133, alors qu'il était de 133 en 2013 et de 136 en 2008.
Parmi ces logements, 39,1 % étaient des résidences principales, 45,9 % des résidences secondaires et 15 % des logements vacants. Ces logements étaient pour 88 % d'entre eux des maisons individuelles et pour 12 % des appartements.
Le tableau ci-dessous présente la typologie des logements à Freycenet-la-Cuche en 2018 en comparaison avec celle de la Haute-Loire et de la France entière. Une caractéristique marquante du parc de logements est ainsi une proportion de résidences secondaires et logements occasionnels (45,9 %) supérieure à celle du département (16,1 %) et à celle de la France entière (9,7 %). Concernant le statut d'occupation de ces logements, 86,5 % des habitants de la commune sont propriétaires de leur logement (87,3 % en 2013), contre 70 % pour la Haute-Loire et 57,5 pour la France entière.
| Typologie                                               | Freycenet-la-Cuche | Haute-Loire | France entière |
| ------------------------------------------------------- | ------------------ | ----------- | -------------- |
| Résidences principales (en %)                           | 39,1               | 71,5        | 82,1           |
| Résidences secondaires et logements occasionnels (en %) | 45,9               | 16,1        | 9,7            |
| Logements vacants (en %)                                | 15                 | 12,4        | 8,2            |

## Toponymie
Anciennes mentions: Fraiscnet lo Cuja (1220), Freycenet-la-Cucha (1352), Frayssenetum la Cucha (1440), Freicenet-la-Cruche (1631), Le Petit-Freycenet (1768).
Freycenet-la-Cuche proviendrait de Freycenet, du latin fraxinetum, signifiant « bois de frênes », et de la racine pré-celtique cucc, désignant une hauteur arrondie.

## Histoire
Les grottes de Longetraye furent à partir de 1967 fouillées par des archéologues pendant seize ans. Ils y découvrirent des traces d'occupation du Paléolithique, du Mesolithique et du Néolithique,.
Les populations de ces périodes s'installent quasi exclusivement dans les zones basses, mais les grottes de Longetraye, établies à plus de 1 200 mètres d'altitude, font figure d'exception. La proximité des gués semble particulièrement appréciée. Ces installations légères aménagées dans les abris rocheux constituent de rares et précieux témoignage d'un mode de vie fondé sur la cueillette, la pêche, la chasse aux chevaux, aux rennes mais aussi aux marmottes. Les populations demeurent itinérantes, et leurs implantations varient sur de longues distances, au gré des déplacements de la faune sauvage. L'Homo sapiens couvre des distances incroyables à cette époque.
Certains traits de la géographie humaine commencent alors à se fixer. L'homme sort peu à peu des vallées pour coloniser les plateaux, et l'appropriation du milieu montagnard se fait progressivement plus complète et plus uniforme. Les vallées sont toujours privilégiées, mais, avec l'exploitation agricole, la fertilité des plateaux volcaniques devient un atout, rapidement repéré. et si les hommes vivent encore dans les abris rocheux, ils peuvent aussi s'installer en plein air (surtout l'été), ou dans des cabanes.
Antérieurement à ces travaux, on pensait le plateau du Mezenc totalement désolé jusqu'à son défrichage par les moines de la chartreuse de Bonnefoy vers l'an 1200, qui mentionnent le village dans leur cartulaire en 1220.
Sa première église est datée de 1663, rebâtie en 1896. Au XVIIe siècle est aussi construite la maison forte de Freycenet, peut-être sur des bases plus anciennes.
La population du village est de 534 habitants en 1793; 889 en 1891; 756 en 1911; 581 en 1936; 367 en 1968; 145 en 1999.
Depuis le 1er janvier 2017, la municipalité fait partie de la communauté de communes Mézenc-Loire-Meygal.

## Politique et administration

### Découpage territorial
La commune de Freycenet-la-Cuche est membre de la communauté de communes Mézenc-Loire-Meygal, un établissement public de coopération intercommunale (EPCI) à fiscalité propre créé le 27 décembre 2016 dont le siège est à Saint-Julien-Chapteuil. Ce dernier est par ailleurs membre d'autres groupements intercommunaux.
Sur le plan administratif, elle est rattachée à l'arrondissement du Puy-en-Velay, au département de la Haute-Loire, en tant que circonscription administrative de l'État, et à la région Auvergne-Rhône-Alpes.
Sur le plan électoral, elle dépend du canton du Mézenc pour l'élection des conseillers départementaux, depuis le redécoupage cantonal de 2014 entré en vigueur en 2015, et de la première circonscription de la Haute-Loire  pour les élections législatives, depuis le redécoupage électoral de 1986.

### Liste des maires
| Période                                  | Période   | Identité        | Étiquette             | Qualité      |
| ---------------------------------------- | --------- | --------------- | --------------------- | ------------ |
| Les données manquantes sont à compléter. |           |                 |                       |              |
| mars 1965                                | mars 2008 | Adrien Giraud   | UDR puis RPR puis UMP |              |
| mars 2008                                | 2020      | Angèle Rochette | SE                    | Agricultrice |
| 2020                                     | En cours  | Hervé Romieu    |                       |              |

Adrien Giraud battit tous les records de longévité de la Haute-Loire en restant en poste quarante-trois ans. Il se retira néanmoins en mars 2008 pour goûter à une retraite bien méritée avant de s'éteindre en 2011.
Dans le cadre de l'élection présidentielle de 1995, Adrien Giraud parraina la candidature d'Édouard Balladur.

## Population et société

### Démographie

#### Évolution démographique
L'évolution du nombre d'habitants est connue à travers les recensements de la population effectués dans la commune depuis 1793. Pour les communes de moins de 10 000 habitants, une enquête de recensement portant sur toute la population est réalisée tous les cinq ans, les populations de référence des années intermédiaires étant quant à elles estimées par interpolation ou extrapolation. Pour la commune, le premier recensement exhaustif entrant dans le cadre du nouveau dispositif a été réalisé en 2007.

En 2022, la commune comptait 105 habitants, en évolution de −0,94 % par rapport à 2016 (Haute-Loire : +0,36 %, France hors Mayotte : +2,11 %).
| 1793 | 1800 | 1806 | 1821 | 1831 | 1836 | 1841 | 1846 | 1851 |
| ---- | ---- | ---- | ---- | ---- | ---- | ---- | ---- | ---- |
| 534  | 424  | 531  | 579  | 621  | 808  | 851  | 715  | 793  |

| 1856 | 1861 | 1866 | 1872 | 1876 | 1881 | 1886 | 1891 | 1896 |
| ---- | ---- | ---- | ---- | ---- | ---- | ---- | ---- | ---- |
| 732  | 770  | 798  | 766  | 808  | 864  | 881  | 889  | 806  |

| 1901 | 1906 | 1911 | 1921 | 1926 | 1931 | 1936 | 1946 | 1954 |
| ---- | ---- | ---- | ---- | ---- | ---- | ---- | ---- | ---- |
| 787  | 785  | 756  | 727  | 645  | 539  | 581  | 548  | 459  |

| 1962 | 1968 | 1975 | 1982 | 1990 | 1999 | 2006 | 2007 | 2012 |
| ---- | ---- | ---- | ---- | ---- | ---- | ---- | ---- | ---- |
| 431  | 367  | 285  | 216  | 176  | 145  | 149  | 149  | 114  |

| 2017 | 2022 | - | - | - | - | - | - | - |
| ---- | ---- | - | - | - | - | - | - | - |
| 106  | 105  | - | - | - | - | - | - | - |

#### Pyramide des âges
La population de la commune est relativement âgée.
En 2018, le taux de personnes d'un âge inférieur à 30 ans s'élève à 22,6 %, soit en dessous de la moyenne départementale (31 %). À l'inverse, le taux de personnes d'âge supérieur à 60 ans est de 44,3 % la même année, alors qu'il est de 31,1 % au niveau départemental.
En 2018, la commune comptait 54 hommes pour 52 femmes, soit un taux de 50,94 % d'hommes, légèrement supérieur au taux départemental (49,13 %).
Les pyramides des âges de la commune et du département s'établissent comme suit.
| Hommes | Classe d’âge | Femmes |
| ------ | ------------ | ------ |
| 0,0    | 90 ou +      | 3,8    |
| 11,1   | 75-89 ans    | 17,3   |
| 33,3   | 60-74 ans    | 23,1   |
| 24,1   | 45-59 ans    | 17,3   |
| 11,1   | 30-44 ans    | 13,5   |
| 7,4    | 15-29 ans    | 11,5   |
| 13,0   | 0-14 ans     | 13,5   |

| Hommes | Classe d’âge | Femmes |
| ------ | ------------ | ------ |
| 0,9    | 90 ou +      | 2,5    |
| 8,4    | 75-89 ans    | 11,7   |
| 20,4   | 60-74 ans    | 20,5   |
| 21,3   | 45-59 ans    | 20,3   |
| 16,8   | 30-44 ans    | 16,3   |
| 15,2   | 15-29 ans    | 13,2   |
| 17     | 0-14 ans     | 15,6   |

### Activités et loisirs
Sur le territoire de la commune se trouve un mini-golf de 18 trous. On peut également y voir : une maison forte datant du XIIIe siècle pour ses parties les plus anciennes et construite en totalité en matériaux issus du volcanisme local (classée à l'ISMH en 1992) ; une chambre d'hôte : l'atelier de la forge vendant des boutis ; un bar-restaurant communal, l’Auberge de La Cistre située dans le bourg. Un autre restaurant est également présent au lieu-dit Largentière : Ladouceur. Dans le cadre d'activités économiques et sociales on peut voir dans le village un centre de vacances EDF (CCAS).
Les gîtes sont nombreux sur le territoire de la commune. À noter que Freycenet-la-Cuche est dans le territoire de l'AOP fin-gras pour l'élevage bovin et qu'un exploitant agricole a été primé au Salon de l'Agriculture de 2014.

## Économie

### Emploi
| Division       | 2008  | 2013  | 2018  |
| -------------- | ----- | ----- | ----- |
| Commune        | 2,3 % | 4,8 % | 5,5 % |
| Département    | 6,3 % | 7,7 % | 7,7 % |
| France entière | 8,3 % | 10 %  | 10 %  |

En 2018, la population âgée de 15 à 64 ans s'élève à 55 personnes, parmi lesquelles on compte 78,2 % d'actifs (72,7 % ayant un emploi et 5,5 % de chômeurs) et 21,8 % d'inactifs,. Depuis 2008, le taux de chômage communal (au sens du recensement) des 15-64 ans est inférieur à celui de la France et du département.
La commune est hors attraction des villes,. Elle compte 31 emplois en 2018, contre 30 en 2013 et 36 en 2008. Le nombre d'actifs ayant un emploi résidant dans la commune est de 43, soit un indicateur de concentration d'emploi de 72,1 % et un taux d'activité parmi les 15 ans ou plus de 50 %.
Sur ces 43 actifs de 15 ans ou plus ayant un emploi, 26 travaillent dans la commune, soit 61 % des habitants. Pour se rendre au travail, 62,8 % des habitants utilisent un véhicule personnel ou de fonction à quatre roues, 11,6 % s'y rendent en deux-roues, à vélo ou à pied et 25,6 % n'ont pas besoin de transport (travail au domicile).

## Culture locale et patrimoine

### Lieux et monuments
- Hameau de Roche Haute inscrit à l'inventaire des sites protégés par arrêté ministériel du 20 décembre 1976.
- Maison forte[25], inscrite au titre des monuments historiques par arrêté du 21 août 1992[26].
- L'église paroissiale actuelle, sous le patronage de saint Jean-Baptiste et de style néo-roman, date de la fin du XIXe siècle.

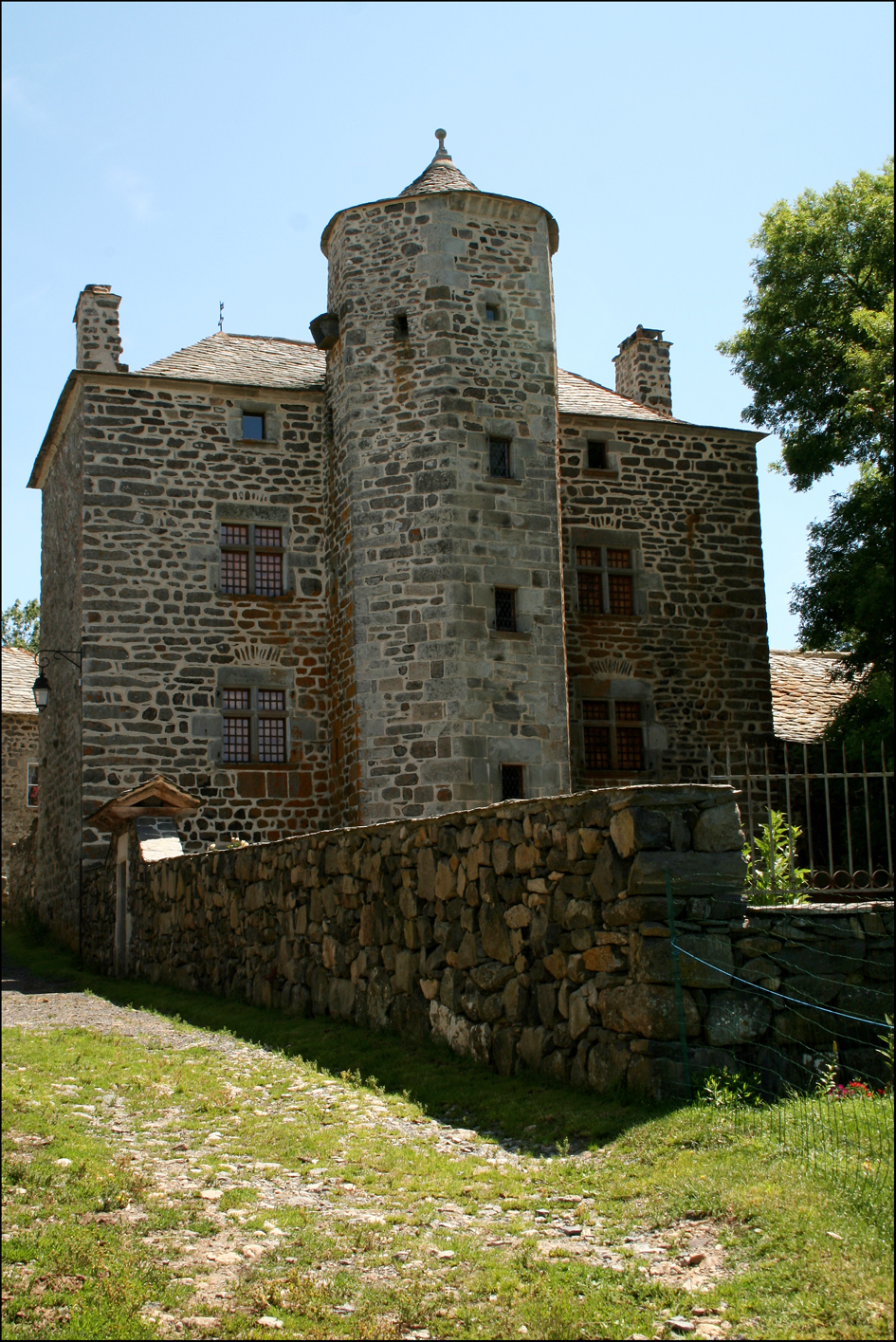
La maison forte de Freycenet-la-Cuche.
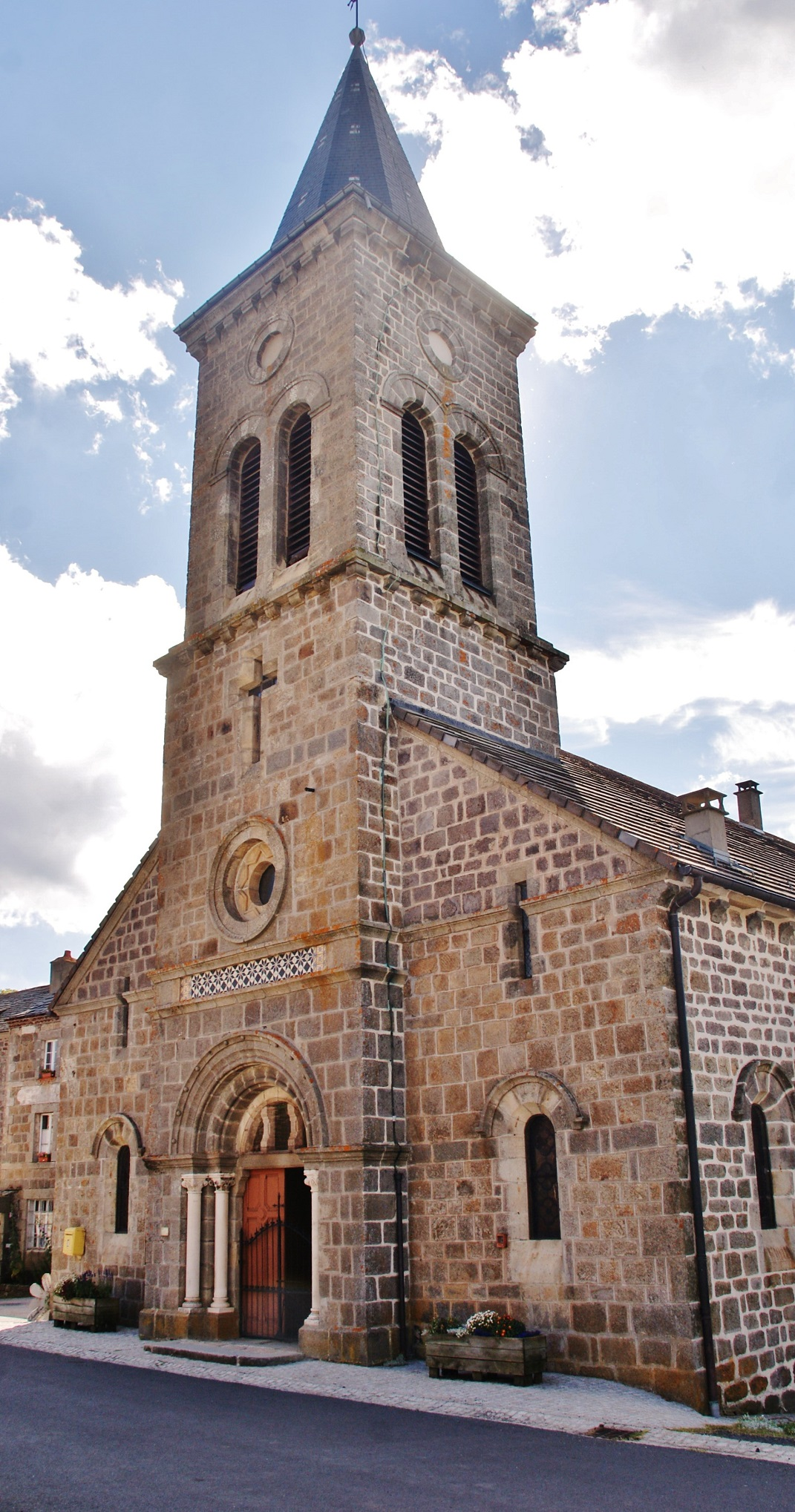
L'église paroissiale Saint-Jean-Baptiste.

### Personnalités liées à la commune
- Joseph Gibert, né le 18 février 1852 et créateur de Gibert Joseph[27].

### Héraldique
| Blason de Freycenet-la-Cuche | Blason  | D’azur à la tour d’argent, ouverte du champ, maçonnée de sable, au lion léopardé de gueules brochant. |
| Blason de Freycenet-la-Cuche | Détails | Le statut officiel du blason reste à déterminer.                                                      |